# Drop Back Ten
Drop Back Ten es una película estadounidense de comedia y drama de 2000, dirigida por Stacy Cochran, que a su vez la escribió, musicalizada por Jared Faber y Pat Irwin, en la fotografía estuvo Spencer Newman, los protagonistas son James Le Gros, Amber Valletta y Desmond Harrington, entre otros. El filme fue realizado por E Films y Letter E Films; se estrenó el 22 de enero de 2000.

## Sinopsis
Luego de que una exposición sobre los jugadores de la NFL originara varias demandas, un periodista pierde el empleo. Sin embargo, un editor leal le da una historia independiente para trabajar; es acerca de un atlético actor adolescente, quien estaba por protagonizar un largometraje cuando un asaltante lo agrede y daña su apariencia, como consecuencia pierde su papel. El reportero tiene que buscar la verdad sobre lo sucedido.